# Dlouhé loučení
Dlouhé loučení (v anglickém originále The Long Goodbye) je film z roku 1973, adaptace románu Raymonda Chandlera Loučení s Lennoxem. Režíroval jej Robert Altman, scénář napsala Leigh Brackett. Hlavními hvězdami filmu byli Elliott Gould jako Philip Marlowe, veterán film noir Sterling Hayden jako Roger Wade a filmový režisér Mark Rydell jako gangster Marty Augustine. Film nastavoval zrcadlo kultuře hollywoodského životního stylu 70. let 20. století.

## Obsazení
- Elliott Gould – Philip Marlowe
- Jo Ann Brody – Jo Ann Eggenweiler
- Nina Van Pallandt – Eileen Wade
- Sterling Hayden – Roger Wade
- Mark Rydell – Marty Augustine
- Henry Gibson – Dr. Verringer
- Warren Berlinger – Morgan
- Jim Bouton – Terry Lennox
- Stephen Coit – Farmer
- David Arkin – Harry
- Jack Knight – Mabel
- Arnold Schwarzenegger